# Всесвітня виставка 2010
Експо 2010, офіційна назва Експо 2010 Шанхай Китай (англ. Expo 2010 Shanghai China) — всесвітня виставка, яка пройшла з 1 травня по 31 жовтня 2010 року в Шанхаї. Тема виставки: «Краще місто — краще життя» (англ. Better City — Better Life).
Це перша виставка такого рівня на території Китаю.

## Український павільйон на Експо-2010
Павільйон України займає площу 500 м². Тема — «Від стародавнього до сучасного міста» показує розвиток міської культури від Трипілля до сьогодення.
Є теорія, що давня китайська цивілізація Яншао — автохтонна культура Трипільських племен через схожість орнаментів посуду, одяг, богів, яким поклонялося населення. Тому було вирішено павільйон України оформити в Трипільському стилі, натякаючи на тотожність давніх культур народів, які населяють сучасний Китай та Україну.
Орнаменти на стінах павільйону України є оригінальними малюнками трипільців, які прикрашалися орнаментом та канелюрами червоного, чорного і білого кольорів. Хоча вони і дуже схожі на китайські. Це спіралі із зображенням вужів, змій — ідея плинності часу і зміни пір року, собак (охоронці посівів і стад, вони захищали від злих духів, відганяли зло), знаків, які символізували сонце в русі.
В павільйоні є стенд Національної академії наук, де представлені сучасні прикладні розробки українських наукових закладів, спрямовані на покращення життєдіяльності міського середовища.
У центрі павільйону — експозиція «Місто XXI століття», яку презентує член Союзу архітекторів України Ігор Свистун.
На трьох великих екранах (найбільший з них має розмір 4,5 х 6 метрів) транслювалися фільми «Україна: крізь віки», «Міста України», «Україна XXI століття», «Місто XXI століття», "Арт проект — «Екологія соціуму».
Експозиція міста Кам'янця-Подільського показувала один з найбільших в Європі національних природних парків «Подільські Товтри», що визнано одним із семи природних чудес України.
Український фолькгурт «Йошкін кіт» представляв пісенну спадщину України. Вона складається з понад 300 000 пісень. У гурті грають і співають відомі музиканти. Всі вони мають великий досвід виконання українського фольклору. Музиканти не просто відтворюють стародавні пісні, а виконують їх у сучасній обробці.
В павільйоні працювали народні майстри, які презентувативали українські ремесла (гончарство, писанкарство, вишивку). Кожен відвідувач за бажанням мав змогу взяти участь у майстер-класі, власноруч розмалювати писанку або виліпити глечика, скуштувати національні страви у ресторані української кухні, на згадку про Україну придбати в магазині сувеніри.
Для проведення зустрічей між учасниками Національної експозиції України з представниками офіційних іноземних делегацій та ділових кіл на другому поверсі павільйону України була облаштована спеціальна кімната.

## Павільйон Великої Британії

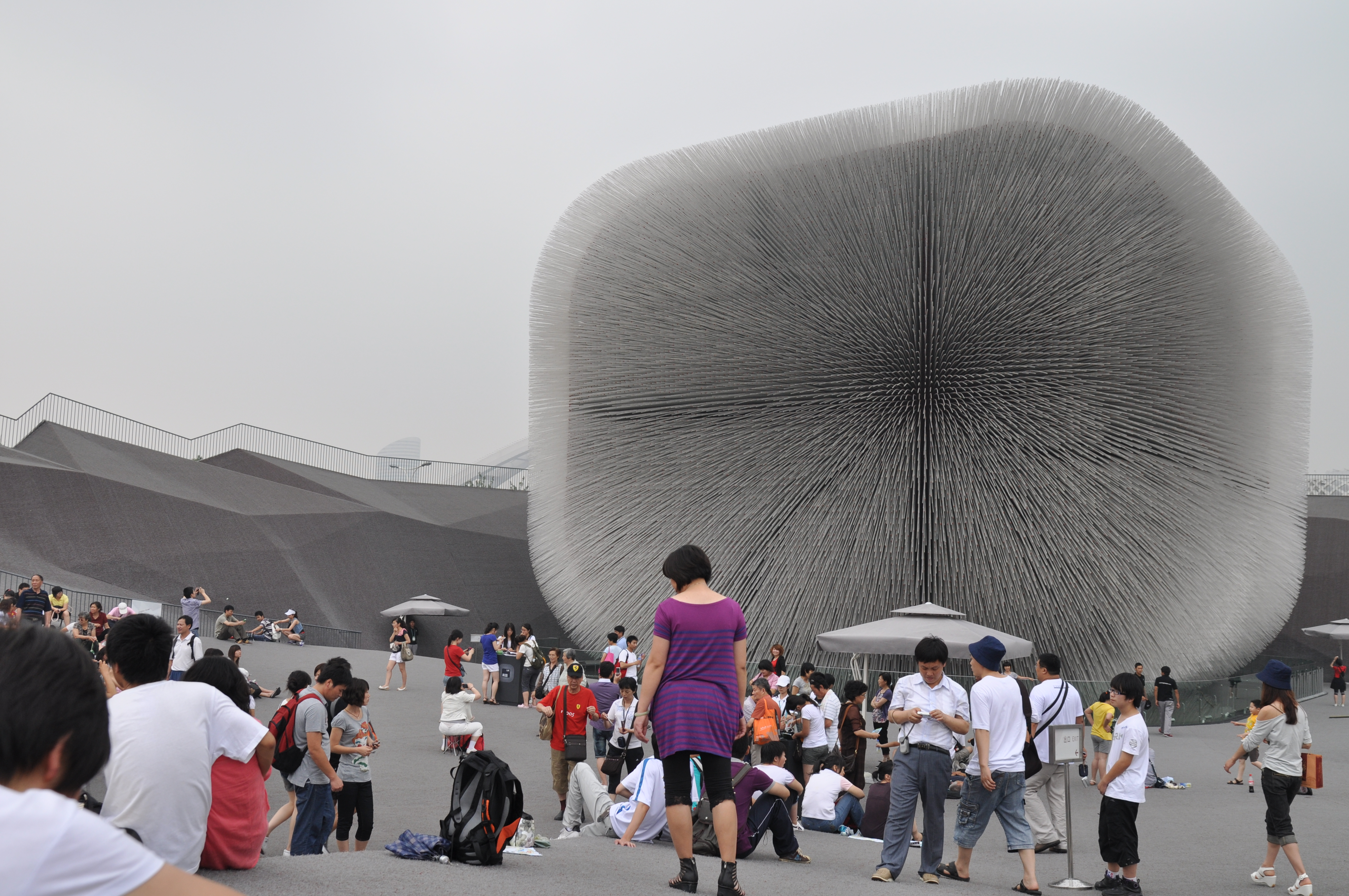
«Собор насіння» — павільйон Великої Британії на Експо 2010

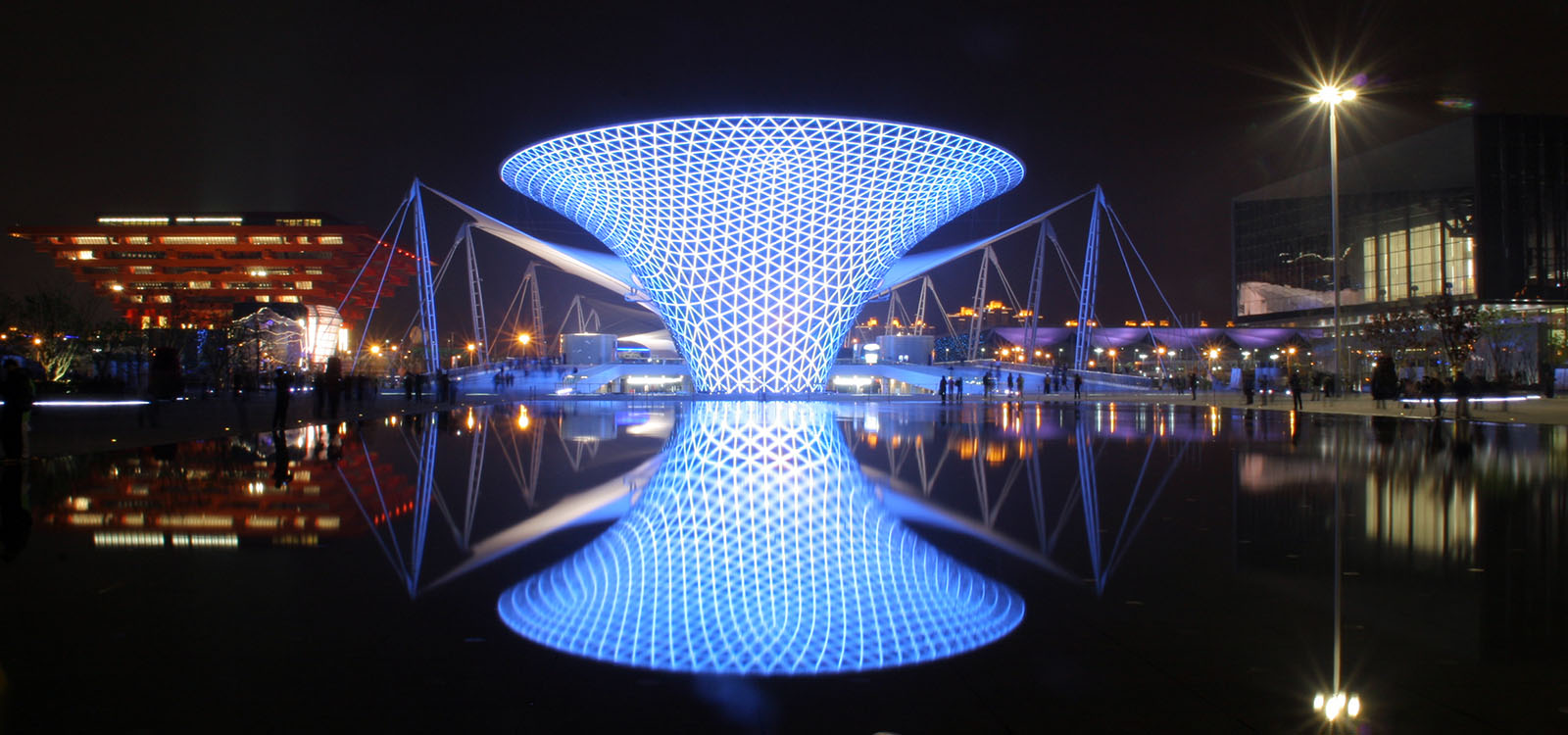
Expo Axis

Павільйон Великої Британії отримав назву «Собор насіння» — будівля була обтічної форми, щось середнє між сферою і кубом, покрита тонкими «віями» з оргскла, в кінчику кожної з яких були поміщені насіння різних рослин. На фасад споруди проєктувалися різні зображення, тут же, в режимі реального часу, йшла трансляцію подій всередині павільйону.
«Сяючий куб» був оточений селом в класичному англійському стилі. Дерева, сади й галявини стали одночасно і місцем відпочинку, і експозицією англійської паркового дизайну. Відвідувачі могли провести день в атмосфері класичної Англії і взяти участь у традиційному англійському чаюванні.

## Павільйон Канади
Канадський павільйон на Всесвітній виставці у Шанхаї був одним з найбільших в парку ЕКСПО. Програма експозиції мала у своєму складі широкий спектр різних заходів. Їх мета — дати відвідувачам можливість по-новому поглянути на Канаду, відкинувши всі стереотипи про цю північну країну. Тема павільйону — «Живе місто: всеосяжне, довговічне, креативне». І ці канадські пріоритети всебічно були відображені і в дизайні, і характер в експозиції. Комплекс було спроєктовано у вигляді напівзамкненого кільця з відкритим майданчиком в центрі для виступу артистів. Центром експозиції став «віртуальний водоспад», який міняв картинку, коли відвідувачі доторкалися до екрана. Серед зображень крім іншого були представлені види міст майбутнього і фантазії канадських дітей.

## Павільйон Туркменістану

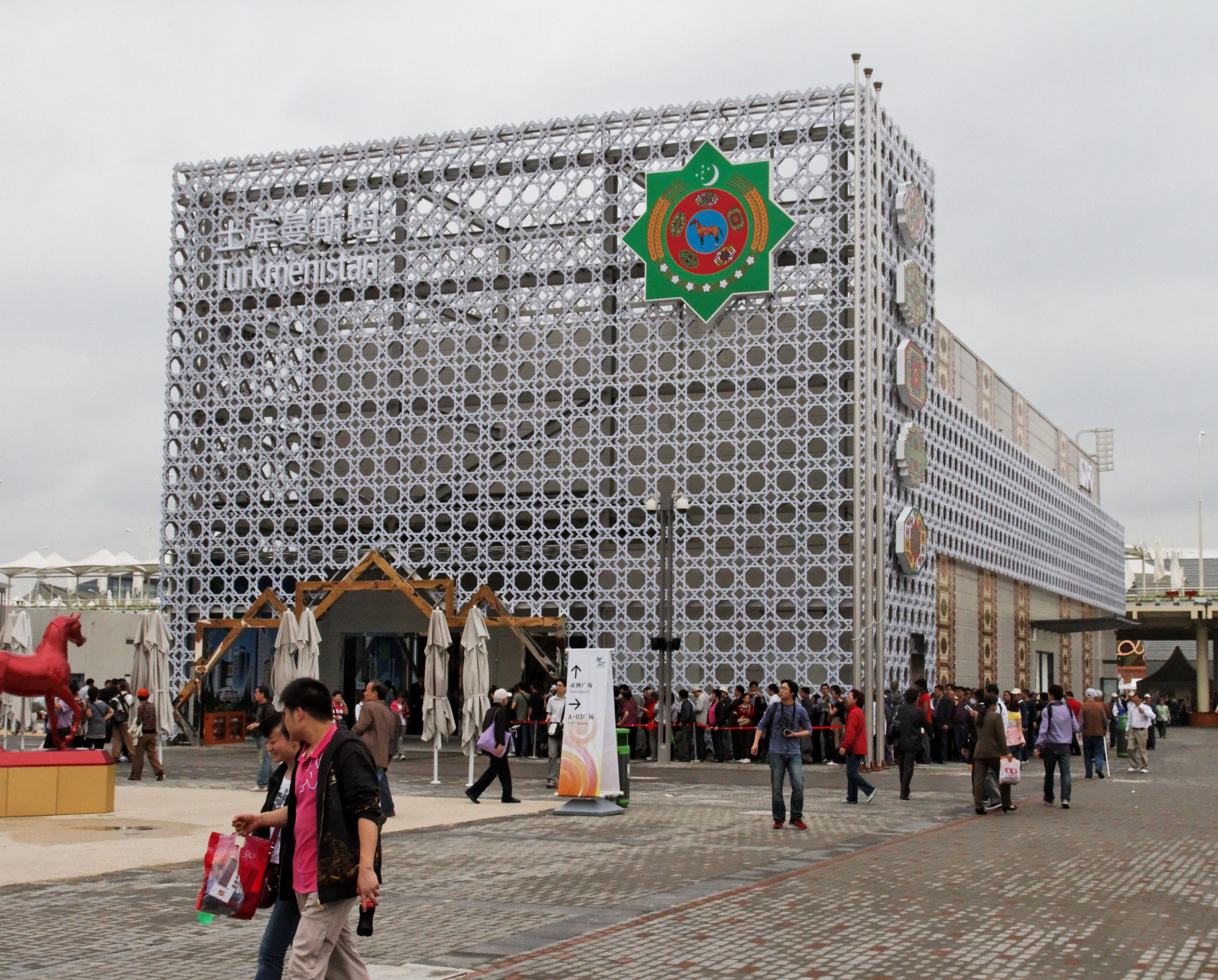
Павільйон Туркменістану на Експо 2010

Павільйон мав оригінальний зовнішній вигляд і витриманий сучасний стиль, у павільйоні гармонійно поєднувалися елементи національного декору і сучасні передові технології. Павільйон мав площу 1000 м². Фасад будівлі прикрашали зображення прапора і герба Туркменістану. У відвідувачів була можливість оцінити досягнення і перспективні плани розвитку сучасного Туркменістану. Були представлені практично всі галузі національної економіки, а також Союз промисловців і підприємців Туркменістану. Павільйон відкривав особисто Президент Туркменістану Гурбангули Бердимухамедов.

## Павільйон США
Павільйон мав площу 6000 м². Тема павільйону — «Сталий розвиток, командний дух, здоровий спосіб життя, боротьба за успіх». Відвідувачам була представлена карта США, що складається з окремих зображень міст і осіб людей. Також у відвідувачів була можливість побачити 4D — візуалізацію американських міст, якими вони можуть стати до 2030 року. Лейтмотив візуалізації — девіз «Працюючи разом, ми покращимо наше життя».

## Павільйон Китаю
Національний павільйон Китаю, який отримав назву «Корона Сходу», мав вигляд твору китайської традиційної архітектури — крита будівля без зовнішніх стін. Павільйон мав площу в 160 тис. м², висота конструкції склала 63 метри. Основна ідея павільйону — поєднання стародавньої китайської мудрості і сучасних умов життя. У проєктуванні китайського павільйону були використані новітні досягнення технології з урахуванням факторів економії енергії та охорони навколишнього середовища. Поверхню будівлі покрили сонячною плівкою, за допомогою якої можна ефективно використовувати природне світло і енергію сонця. Крім того, в павільйоні обладнали спеціальну систему для збору дощової води, яка після обробки могла застосовуватися в побутовому житті.
1 грудня 2010 року, після офіційного закриття виставки, національний павільйон Китаю на ЕКСПО-2010 знову почав приймати відвідувачів і далі протягом пів року. У дні свята Весни національний павільйон Китаю на ЕКСПО-2010 відвідали майже 300 тис. осіб .

## Публікації
- Олександр Шиманський. Китай відкривається і відкриває / Україна Молода, 30 квітня 2010, С. 6.